# Prylbytschi
Prylbytschi (ukrainisch Прилбичі; russisch Прилбичи Prilbitschi, polnisch Przyłbice) ist ein Dorf in der ukrainischen Oblast Lwiw mit etwa 2300 Einwohnern (2001).
Am 12. Juni 2020 wurde das Dorf ein Teil neu gegründeten Stadtgemeinde Nowojaworiwsk im Rajon Jaworiw; bis dahin bildete es die Landratsgemeinde Prylbytschi (Прилбичівська сільська рада/Prylbytschiwska silska rada) im Süden des Rajon Jaworiw.
Das erstmals 1371 schriftlich erwähnte Dorf liegt auf einer Höhe von 264 m am Ufer der Hnojenez (Гноєнець), einem 19 km langen, linken Nebenfluss des Schklo, 11 km südöstlich vom Rajonzentrum Jaworiw und 45 km westlich vom Oblastzentrum Lwiw.
Westlich vom Dorf verläuft in Nord-Süd-Richtung die Regionalstraße P–40 und nördlich der Ortschaft verläuft in Ost-West-Richtung die Fernstraße M 10.

## Söhne und Töchter der Ortschaft
- Andrej Scheptyzkyj (1865–1944), Erzbischof von Lemberg und Metropolit der Ukrainischen Griechisch-Katholischen Kirche
- Stanisław Szeptycki (1867–1950), Generalmajor in der österreichisch-ungarischen sowie ein hoher Offizier in der polnischen Armee und ein Politiker der Zwischenkriegszeit in Polen
- Klymentij Scheptyzkyj (1869–1951), Archimandrit des Studitenordens der Ukrainischen griechisch-katholischen Kirche, Gerechter unter den Völkern